# 马强 (1977年)
马强（1977年—），四川广元人，中国独立制片人、纪录片导演。

## 生平
2010年创建“马强影视文化工作室”。自2010年始，马强先后拍摄了以没落的建筑文化及没落的戏曲文化为主题的“没落文化”系列《小城故事之东山街纪事》、 《小城故事之岁月的旋律》两部影片，该两部影片参加了2012年由阳光卫视举办的“阳光华语纪录片大奖”，《岁月的旋律》被“中国川剧网”收录。2012年，马强导演拍摄了以城市发展为主题的纪录片《记忆广元》之《来雁塔与凤凰楼》，以风光旅游类纪录片被四川新闻网转载收录。
2013年，马强导演拍摄了以杨式太极拳第六代传人为故事背景的纪录片《太极人生》，并正在参加2013香港华语纪录片大赛。同年，马强拍摄留守儿童纪录片《鲁冰花》，再次将公众的视线拉到一些没有父母关爱的留守儿童身上。中国四川电视台妇女儿童频道为纪录片《鲁冰花》制作专题节目带领公众共同关爱留守儿童。

## 外部連結
- 《小城故事之岁月的旋律》（ （页面存档备份，存于））
- 《记忆广元》之《来雁塔与凤凰楼》